# Ommatospila
Ommatospila é um gênero de mariposa pertencente à família Crambidae.